# 165192 Neugent
165192 Neugent è un asteroide della fascia principale. Scoperto nel 2000, presenta un'orbita caratterizzata da un semiasse maggiore pari a 2,2249960 UA e da un'eccentricità di 0,0772045, inclinata di 5,10533° rispetto all'eclittica.